# David Rowe-Beddoe
David Rowe Sydney-Beddoe, né le 19 décembre 1937 et mort le 15 novembre 2023, est un homme d'affaires britannique (gallois), un pair à vie crossbencher, membre de la Chambre des lords,.
Lord Rowe-Beddoe est un ancien président de la Welsh Development Agency et est président de l'aéroport de Cardiff jusqu'en novembre 2016.

## Biographie

### Jeunesse
David Rowe-Beddoe est le fils de Sydney Rowe Beddoe et de Gwendolan Evans.
Il commence ses études à la Cathedral School, Llandaff près de Cardiff au Pays de Galles où il remporte le Victor Ludorum en 1951. Il fréquente l'école Stowe à Buckingham, Buckinghamshire en Angleterre  et St John's College, Cambridge.
En 1964, Rowe-Beddoe épouse Malinda Collison, et ils ont trois filles. Le couple divorce en 1982. Il se remarie en 1984 avec Madeleine Harrison.

### Carrière
La carrière de Rowe-Beddoe dans les affaires commence chez Thomas De La Rue en 1961 ; et il accède au poste de directeur général de 1971 à 1976. Chez Revlon, il est président, Amérique latine, Europe, Moyen-Orient et Afrique de 1976 à 1981. Il est également président de Morgan Stanley-GFTA Ltd de 1983 à 1991.
Rowe-Beddoe est connu comme un homme d'affaires basé à Monaco et un collecteur de fonds du parti conservateur lorsqu'une opportunité s'est présentée pour lui d'être nommé à un quango gallois. Rowe-Beddoe est nommé président de la Welsh Development Agency (WDA) en juillet 1993, pour neuf ans. En partie à cause de son service WDA, il est fait chevalier en 2000.
En 2001, Sir David Rowe-Beddoe est nommé président du Wales Millennium Centre. En 2004, Sir David Rowe-Beddoe est nommé président du Royal Welsh College of Music and Drama après avoir été gouverneur et président du conseil d'administration.
En 2005, il reçoit le Beacon Prize for Wales pour sa contribution au développement économique et social du pays de Galles.
Le 15 juin 2006, il est créé pair à vie sous le titre de baron Rowe-Beddoe, de Kilgetty dans le comté de Dyfed.
En avril 2007, Lord Rowe-Beddoe est nommé pro-chancelier de l'université de Glamorgan.
Lord Rowe-Beddoe est un ancien vice-président de la UK Statistics Authority  qui est responsable de la gouvernance de l'Office for National Statistics.
Anglican, Lord Rowe-Beddoe est président du Corps représentatif de l'Église au Pays de Galles de 2002 à 2012.